# Mythoplastoides
Mythoplastoides is een geslacht van spinnen uit de familie hangmatspinnen (Linyphiidae).

## Soorten
De volgende soorten zijn bij het geslacht ingedeeld:
- Mythoplastoides erectus (Emerton, 1915)
- Mythoplastoides exiguus (Banks, 1892)